# París-Bourges
La París-Bourges es una carrera ciclista de un día francesa que se disputa entre París y Bourges.
La primera edición de la prueba tuvo lugar en 1913, siendo el vencedor el francés André Narcy. Hasta 1948 estuvo reservada a ciclistas amateurs, abriéndose al año siguiente a los profesionales. En 1980 y 1981 la prueba se disputó en dos etapas. Desde la creación de los Circuitos Continentales UCI en 2005 forma parte del UCI Europe Tour, dentro la categoría 1.1. Entre 1993 y 2008 formó parte de la Copa de Francia de Ciclismo.

## Palmarés
| Año                               | Ganador                  | Segundo                   | Tercero                   |           |
| --------------------------------- | ------------------------ | ------------------------- | ------------------------- | --------- |
| ediciones amateur                 |                          |                           |                           |           |
| 1913                              | René Pichon              | Guillaume Bonnet          | Charles Juseret           |           |
| 1914-1916 ediciones no disputadas |                          |                           |                           |           |
| 1917                              | Charles Juseret          | Hubert Noël               | Eugène Platteau           |           |
| 1918-1921 ediciones no disputadas |                          |                           |                           |           |
| 1922                              | Marcel Godard            | Jean Hillarion            | Omer Beaugendre           |           |
| 1923                              | Jean Brunier             | Charles Juseret           | Georges Detreille         |           |
| 1924                              | Marcel Bidot             | Marcel Gobillot           | Paul Lesault              |           |
| 1925                              | Gaston Deschamps         | Hector Denis              | Robert Souderès           |           |
| 1926-1927 ediciones no disputadas |                          |                           |                           |           |
| 1928                              | Fernand Bruynooghe       | André Sauvage             | René Wetzel               |           |
| 1929                              | Théodore Ladron          | André Dumont              | Léon Le Calvez            |           |
| 1930-1931 ediciones no disputadas |                          |                           |                           |           |
| 1932                              | Narcisse Mattuizi        | Raymond Prod'homme        | Riccardo Rodighiero       |           |
| 1933                              | Robert Petit             | Albert Carapezzi          | Louis Thiétard            |           |
| 1934-1946 ediciones no disputadas |                          |                           |                           |           |
| 1947                              | Albert Bourlon           | Georges Barré             | François Person           |           |
| 1948                              | Marcel Dussault          | Maurice Hougron           | Gino Sciardis             |           |
| ediciones profesionales           |                          |                           |                           |           |
| 1949                              | Marcel Dussault          | Nello Sforacchi           | Jacques Marinelli         |           |
| 1950                              | Amand Audaire            | Galliano Pividori         | Marius Bonnet             |           |
| 1951                              | Jean-Marie Goasmat       | Jacques Marinelli         | Pierre Mancisidor         |           |
| 1952                              | Stanislas Bober          | André Brulé               | Amand Audaire             |           |
| 1953                              | Robert Varnajo           | André Darrigade           | Pierre Molinéris          |           |
| 1954                              | Jean Stablinski          | Norbert Esnault           | Gilbert Loof              |           |
| 1955                              | Jean-Marie Cieleska      | Fernand Picot             | Gilbert Bauvin            |           |
| 1956                              | Joseph Morvan            | Maurice Pèle              | André Dupré               |           |
| 1957                              | Raymond Guégan           | Michel Sallé              | Seamus Elliott            |           |
| 1958-1970 ediciones no disputadas |                          |                           |                           |           |
| 1971                              | Walter Ricci             | Guy Santy                 | Francis Ducreux           |           |
| 1972                              | Cyrille Guimard          | Jean-Pierre Danguillaume  | José Catieau              |           |
| 1973                              | Roland Berland           | Yves Hézard               | Jean-Pierre Genet         |           |
| 1974                              | Barry Hoban              | Régis Ovion               | Charles Rouxel            |           |
| 1975                              | Jean-Pierre Danguillaume | Bernard Hinault           | Raymond Poulidor          |           |
| 1976                              | Jean-Luc Molinéris       | Raymond Martin            | André Gevers              |           |
| 1977                              | Régis Delépine           | Pierre-Raymond Villemiane | Patrick Perret            |           |
| 1978                              | Régis Ovion              | Joop Zoetemelk            | Patrick Friou             |           |
| 1979                              | Jean-René Bernaudeau     | Régis Ovion               | René Bittinger            |           |
| 1980                              | Yves Hézard              | Gilbert Duclos-Lassalle   | Phil Anderson             |           |
| 1981                              | Francis Castaing         | Didier Vanoverschelde     | Marc Madiot               |           |
| 1982                              | Didier Vanoverschelde    | Jean-François Chaurin     | Pierre-Raymond Villemiane |           |
| 1983                              | Stephen Roche            | Marc Madiot               | Phil Anderson             |           |
| 1984                              | Sean Kelly               | Francis Castaing          | Laurent Biondi            |           |
| 1985                              | Niki Rüttimann           | Gilbert Duclos-Lassalle   | Éric Caritoux             |           |
| 1986                              | Dominique Lecrocq        | Sean Kelly                | Francis Castaing          |           |
| 1987                              | Kim Andersen             | Jean-Marc Manfrin         | Régis Simon               |           |
| 1988                              | Patrice Esnault          | Charly Mottet             | Jean-Claude Colotti       |           |
| 1989 edición no disputada         |                          |                           |                           |           |
| 1990                              | Laurent Jalabert         | Steffen Wesemann          | Dan Radtke                |           |
| 1991                              | Andréi Chmil             | Marek Kulas               | Tom Desmet                |           |
| 1992                              | Wilfried Nelissen        | Bruno Cornillet           | Peter van Petegem         |           |
| 1993                              | Bruno Cornillet          | Herman Frison             | Laurent Desbiens          |           |
| 1994                              | Lars Michaelsen          | Peter Meinert-Nielsen     | Edwig van Hooydonck       |           |
| 1995                              | Daniele Nardello         | Lars Michaelsen           | Jean-Pierre Heynderickx   |           |
| 1996                              | Tristan Hoffman          | Pascal Chanteur           | Gérard Rué                |           |
| 1997                              | Laurent Roux             | Peter van Petegem         | Ludo Dierckxsens          |           |
| 1998                              | Ludo Dierckxsens         | Laurent Brochard          | Maarten den Bakker        |           |
| 1999                              | Daniele Nardello         | Andréi Chmil              | Laurent Brochard          |           |
| 2000                              | Laurent Brochard         | Chris Peers               | Bo Hamburger              |           |
| 2001                              | Florent Brard            | Nico Mattan               | Scott Sunderland          |           |
| 2002                              | Allan Johansen           | Geert Van Bondt           | Charles Guilbert          |           |
| 2003                              | Jens Voigt               | Florent Brard             | Nicolas Fritsch           |           |
| 2004                              | Jérôme Pineau            | Martin Elmiger            | Davide Rebellin           |           |
| 2005                              | Lars Ytting Bak          | Benoît Vaugrenard         | Grégory Rast              |           |
| 2006                              | Thomas Voeckler          | Alexandr Usov             | Stuart O'Grady            |           |
| 2007                              | Romain Feillu            | Aurélien Clerc            | Alexandr Usov             |           |
| 2008                              | Bernhard Eisel           | Cédric Pineau             | Anthony Charteau          |           |
| 2009                              | André Greipel            | Juan José Haedo           | Alexandr Usov             |           |
| 2010                              | Anthony Ravard           | Romain Feillu             | Matti Breschel            |           |
| 2011                              | Mathew Hayman            | Baden Cooke               | Gregory Henderson         |           |
| 2012                              | Florian Vachon           | Nacer Bouhanni            | John Degenkolb            |           |
| 2013                              | John Degenkolb           | Arnaud Démare             | Samuel Dumoulin           |           |
| 2014                              | John Degenkolb           | Yauheni Hutarovich        | Giacomo Nizzolo           |           |
| 2015                              | Sam Bennett              | Nacer Bouhanni            | Giacomo Nizzolo           |           |
| 2016                              | Sam Bennett              | Aleksandr Porsev          | Rudy Barbier              |           |
| 2017                              | Rudy Barbier             | Marc Sarreau              | Jérémy Lecroq             |           |
| 2018                              | Valentin Madouas         | Bryan Coquard             | Christophe Laporte        |           |
| 2019                              | Marc Sarreau             | Tom Van Asbroeck          | Amaury Capiot             |           |
| 2020 edición cancelada            |                          |                           |                           |           |
| 2021                              | Jordi Meeus              | Arnaud Démare             | Niccolò Bonifazio         |           |
| 2022                              | Jasper Philipsen         | Arnaud Démare             | Bryan Coquard             |           |
| 2023                              | Arnaud Démare            | Arnaud De Lie             | Jordi Meeus               |           |
| 2024                              | cancelada                | cancelada                 | cancelada                 | cancelada |
| 2025                              | cancelada                | cancelada                 | cancelada                 | cancelada |

## Palmarés por países
| País        | Victorias |
| ----------- | --------- |
| Francia     | 43        |
| Bélgica     | 5         |
| Alemania    | 4         |
| Irlanda     | 4         |
| Dinamarca   | 3         |
| Italia      | 2         |
| Australia   | 1         |
| Austria     | 1         |
| Reino Unido | 1         |
| Suiza       | 1         |
| Ucrania     | 1         |